# A Kongói Demokratikus Köztársaságban történt légi közlekedési balesetek listája
A Kongói Demokratikus Köztársaságban történt légi közlekedési balesetek listája mind a halálos áldozattal járó, mind pedig a kisebb balesetek, meghibásodások miatt történt, gyakran csak az adott légiforgalmi járművet érintő baleseteket is tartalmazza évenkénti bontásban.

## Kongói Demokratikus Köztársaságban történt légi közlekedési balesetek

### 2007
- 2007. október 4., Kinshasa. Lezuhant a Malift Air 9Q-COS lajstromjelű An–26 típusú repülőgépe. A balesetben 51 fő vesztette életét: 30 fő a földön tartózkodók közül, 21 fő a repülőgépen utazók közül. 17 utas és 5 fő személyzet volt a gépen. Legalább 30 fő megsérült. A gépen utazók közül 1 fő túlélte a balesetet.[1]

### 2008
- 2008. április 15., Goma város közelében. Lezuhant egy utasszállító repülőgép. A hatóságok szerint legalább 70 fő vesztette életét.
- 2008. szeptember 2. Egy humanitárius segélyeket szállító repülőgép lezuhant. A gépen tartózkodó 17 fő életét vesztette.[2]

### 2013
- 2013. március 4., Goma. Leszállás közben lezuhant a CAA légiforgalmi vállalat Fokker 50 típusú repülőgépe. A balesetben 5 fő életét vesztette.[3]

### 2016
- 2016. június 21. 11:00 körül (helyi idő szerint), Goma. A Busy Bee légitársaság 9Q-CSL lajstromjelű Dornier Do 228-as repülőgépe kényszerleszállást hajtott végre, miután a személyzet nem tudta kiengedni a repülőgép baloldali fő futóművét. A gép Butembo városába tartott, de a meghibásodás miatt visszafordultak és Goma repülőterén szálltak le. A gép súlyosan megrongálódott, de sem az utasoknak, sem a személyzetnek nem esett baja.[4]

### 2019
- 2019. október 10., az ország keleti részén. Lezuhant az elnökhöz közelálló személyeket szállító repülőgép. Meg nem erősített információk szerint a gépen 8 utas és a személyzet utazott. A gépen tartózkodott az elnök sofőrje, egy logisztikai menedzser és néhány katona. A gép Gomából Kinhasába tartott.[5][6][7]
- 2019 november 24., Goma, Mapendo városrész. A Busy Bee légitársaság 9S-GNH lajstromjelű Dornier 228-200-as gépe 17 utassal és kétfős személyzettel Goma városában nem sokkal a felszállás után lakott területre zuhant.[8][9] A tartomány parlamenti alelnöke 24 holttest megtalálását jelentette be. A gép Beni városába tartott. A repülőgép lakóépületekre zuhant. A földön tartózkodók közül legalább 9 fő vesztette életét.[10][11]